# Johann Jacob Pfitzer

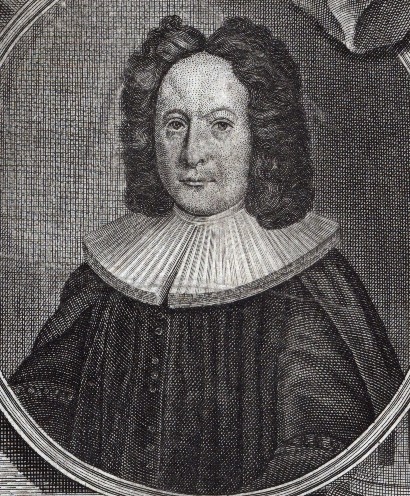
Johann Jacob Pfitzer

Johann Jacob Pfitzer (* 21. Oktober 1684 in Nürnberg; † 10. März 1759) war ein deutscher lutherischer Theologe und Hochschullehrer.

## Leben
Johann Jacob Pfitzer war der Sohn eines Leinwandhändlers und erhielt in der Heiligen-Geist-Schule seiner Vaterstadt durch den Rektor Brendel den ersten Unterricht. Nach seinem Eintritt ins Gymnasium besuchte er Myhldorfs, Wülfers, Eschenbachs und Seyfrieds Vorlesungen. Er verband damit Privatstunden bei Hackspan, Faber und Zeltner. Die beiden ersteren unterwiesen ihn in Rhetorik und Geschichte, der letztere im Hebräischen und Literaturgeschichte. 1702 ging er nach Altdorf, wo er unter die dortigen Alumnen aufgenommen wurde. Mörl und Sonntag, die damaligen Inspektoren jener Lehranstalt, sorgten wesentlich für seine wissenschaftliche Ausbildung. Seine Hauptlehrer auf dem Gebiet der Philosophie und Theologie waren Rötenbeck, Omeis, Moller, Sturm, Wagenseil u. a. Durch den zuletzt genannten Professor gewann er eine gründliche Kenntnis der hebräischen Altertümer. Unter Rötenbecks Vorsitz verteidigte er 1705 die philosophische Abhandlung De sensuum moderamine in inquirenda veritate und unter Lange 1706 die akademische Streitschrift De antichristianismo antidiluviano. Gleichzeitig erwarb er die Magisterwürde durch Verteidigung seiner Inauguraldissertation De Malachia, propheta pontificio (Altdorf 1706).
1706 ging Pfitzer nach Leipzig, verließ aber diese Universität wegen der damaligen Kriegsunruhen bald wieder, nachdem er einige Vorlesungen bei Ittig, Rechenberg und Olearius gehört hatte. Er wandte sich nach Jena und erhielt dort theologischen Unterricht durch Förtsch, Buddeus und Struve. Sie erweiterten und berichtigten zugleich seine historischen und literaturgeschichtlichen Kenntnisse. Von großem Vorteil für seine weitere wissenschaftliche Instruktion war für ihn eine Anfang 1709 unternommene Bildungsreise nach Jena, Leipzig, Wittenberg, Berlin, Stettin, Greifswald, Rostock, Lübeck, Kiel, Hamburg, Wolfenbüttel, Helmstedt und Halle. Auch Arnstadt und Gotha berührte er auf der Rückreise nach Nürnberg, wo er im September 1709 wieder eintraf. In den genannten Städten hatte er die bedeutendsten Bibliotheken besucht und mehrere herausragende Gelehrte kennengelernt.
In seiner Vaterstadt Nürnberg wurde Pfitzer 1711 zum Inspektor der altdorfischen Alumnen ernannt. Sein Talent als Kanzelredner verschaffte ihm zwei Jahre später die Stelle eines Diakons an der St. Egidienkirche. Seine 1715 geschlossene Ehe mit Ursula Katharina Burger blieb kinderlos. Er hatte sich die Achtung und Zuneigung seiner Gemeinde erworben, sodass es deren Mitglieder es als schmerzvoll empfanden, als er sich 1717 von ihnen trennte und einem Ruf nach Altdorf folgte. Er erhielt dort eine Professur der Theologie und wurde zugleich Diakon. Sein akademisches Lehramt eröffnete er im Dezember 1717 mit dem Programm De divina providentia in testibus veritatis excitandis. 1718 erlangte er die theologische Doktorwürde. Er verteidigte bei dieser Gelegenheit seine Dissertation De Apolline, Doctore apostolico, ex. Act. 18, 24-28, die 1718 in Nürnberg gedruckt wurde. Im Jahr 1724, in dem er das akademische Rektorat verwaltete, erhielt er die durch Marpergers Abgang nach Dresden vakant gewordene Stelle eines Pastors an der Egidienkirche in Nürnberg. Er wurde zugleich Inspektor des dortigen Gymnasiums sowie 1749 Prediger an der St.-Lorenz-Kirche und Inspektor der Kandidaten des Predigtamts. Im nächsten Jahr erhielt er das Amt eines Antistes Ministerii und wurde Pastor an der St.-Sebald-Kirche. Auch den Posten eines Stadtbibliothekars bekam er nach dem 1750 erfolgten Tod von Gustav Philipp Mörl übertragen.
Die letzten Lebensjahre Pfitzers wurden durch den Tod seiner Gattin und körperliche Leiden getrübt. Er starb am 10. März 1759 im Alter von 74 Jahren. Er war Zeuge mehrerer Jubelfeste geworden: 1717 hatte er das zweite Jubiläum der Reformation und 1723 das erste der Universität Altdorf gefeiert; 1730 das Jubiläum der augsburgischen Konfession, 1733 die vierte Jubelfeier des St.-Ägidien-Gymnasiums, dessen Inspektor er damals war, und 1748 das hundertjährige Gedächtnis des Westfälischen Friedens.
Seine gründlichen theologischen Kenntnisse zeigte Pfitzer in einigen Abhandlungen exegetisch-kritischen Inhalts, so u. a.: 
- Dissertatio continens ideam prudentiae litterariae generalem, Altdorf 1711
- Dissertatio de Apotheosi Pauli et Barnabae a Lystrensibus frustra tentata, ad Act. 15, 11 sq., Altdorf 1713
- Dissertatio de congregatione non deferenda, ex. Ebr.10, 25, Altdorf 1718
- Dissertatio de beneficiis typicis, Altdorf 1723

Für die religiöse Erbauung sorgte er neben seinen Kanzelvorträgen, die meistens einzeln gedruckt wurden, auch durch einige asketische Schriften, unter denen seine Zehn Betrachtungen über das Gebet des Herrn (Altdorf 1718) im Jahr 1743 neu aufgelegt wurden.